# Thomasomys burneoi
El ratón de Burneo (Thomasomys burneoi) es una especie de roedor de la familia Cricetidae. 

## Descripción
Fue descubierto en el bosque húmedo de montaña del Parque Nacional Sangay en los Andes, a una altitud de entre 3400 y 3900 metros. Con una longitud de 167-184 mm, es la mayor de las especies de Thomasomys en Ecuador.

## Etimología
El nombre de la especie «burneoi» hace honor al mastozoólogo ecuatoriano Santiago F. Burneo, de la Pontificia Universidad Católica del Ecuador.